# Адміністративний поділ Іраку

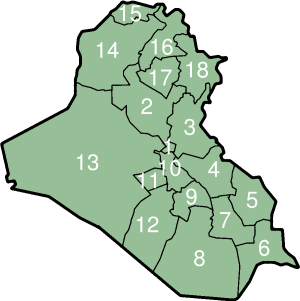
Мухафази Іраку

Ірак розділений на 18 мухафаз (в однині мухафаза — араб. محافظة muḥāfaẓä, в множині араб. محافظات muḥāfaẓät; сорані پارێزگا, трансліт. parêzgeh)), також називають провінціями або (в інших мовах) губернаторствами (англ. Governorate).
| №  | Мухафаза     | Адміністративний центр | Площа, км² | Населення, (2011), осіб | Щільність, осіб/км² |
| -- | ------------ | ---------------------- | ---------- | ----------------------- | ------------------- |
| 1  | Багдад       | Багдад                 | 734        | 7 055 200               | 9611,99             |
| 2  | Салах-ед-Дін | Тікрит                 | 24751      | 1 408 200               | 56,89               |
| 3  | Діяла        | Баакуба                | 19076      | 1 443 200               | 75,66               |
| 4  | Васит        | Ель-Кут                | 17153      | 1 210 600               | 70,58               |
| 5  | Майсан       | Ель-Амара              | 16072      | 971 400                 | 60,44               |
| 6  | Басра        | Басра                  | 19070      | 2 532 000               | 132,77              |
| 7  | Ді-Кар       | Ен-Насирія             | 12900      | 1 836 200               | 142,34              |
| 8  | Мутанна      | Ес-Самава              | 51740      | 719 100                 | 13,90               |
| 9  | Кадісія      | Ед-Діванія             | 8153       | 1 134 300               | 139,13              |
| 10 | Бабіль       | Хілла                  | 6468       | 1 820 700               | 281,49              |
| 11 | Кербела      | Кербела                | 5034       | 1 066 600               | 211,88              |
| 12 | Наджаф       | Ен-Наджаф              | 28824      | 1 285 500               | 44,60               |
| 13 | Анбар        | Ер-Рамаді              | 138 501    | 1 561 400               | 11,27               |
| 14 | Найнава      | Мосул                  | 37323      | 3 270 400               | 87,62               |
| 15 | Дахук        | Дахук                  | 6553       | 1 128 700               | 172,24              |
| 16 | Ербіль       | Ербіль                 | 14471      | 1 612 700               | 111,44              |
| 17 | Кіркук       | Кіркук                 | 10282      | 1 395 600               | 135,73              |
| 18 | Сулейманія   | Сулейманія             | 17023      | 1 878 800               | 110,37              |
|    | Всього       |                        | 434 128    | 33330600                | 76,78               |

Адміністративний поділ Іраку в 1961

Сучасний поділ на мухафази було затверджено у 1976.
Мухафази діляться на округи (qadha), а ті, у свою чергу, на підокруги.
21 січня 2014 року Рада міністрів уряду Іраку схвалила принципові пропозиції щодо створення більшої кількості мухафаз. Рада оголосила, що два нових мухафази, Таль-Афар і Туз-Хурмату, будуть утворені з нинішніх мухафаз Найнава і Салах-ед-Дін відповідно. Також було оголошено, що місто Фаллуджа в мухафазі Аль-Анбар стане окремим мухафазою.

## Попередні мухафази

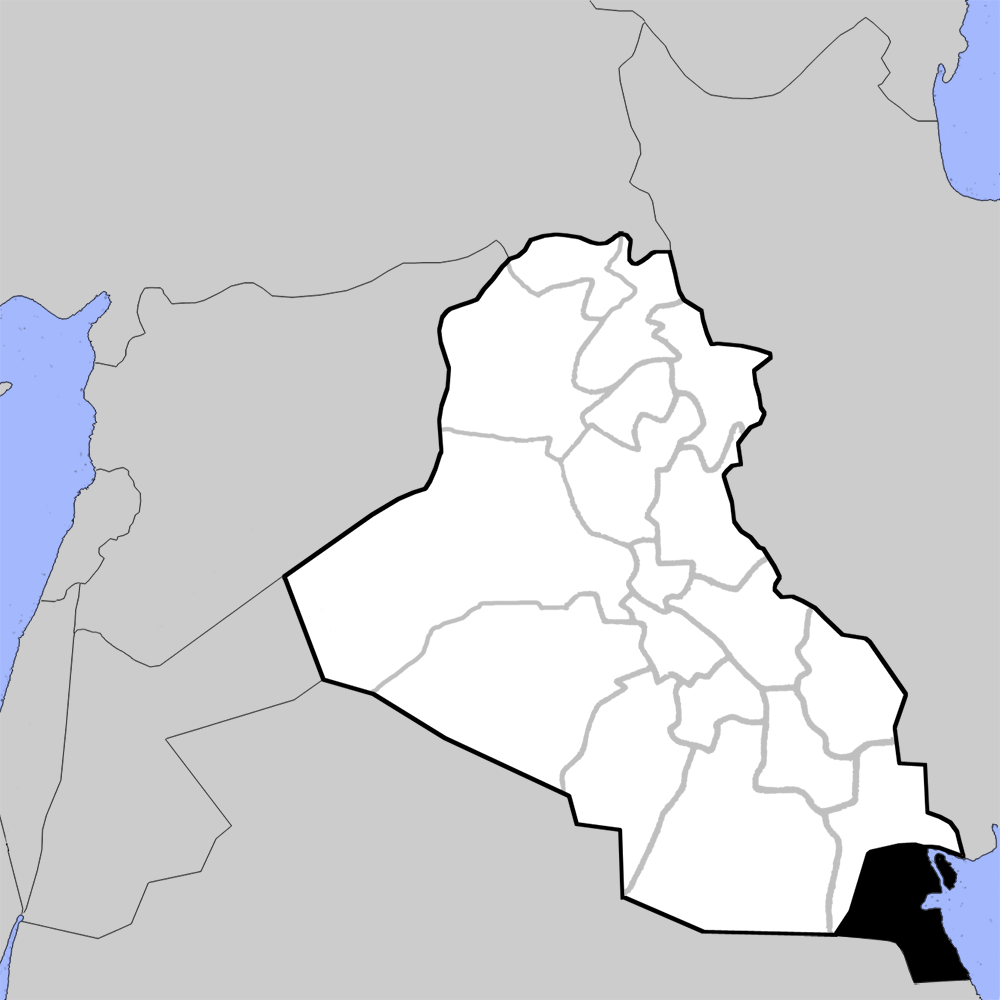
Межі іракських мухафаз, 1980-2003 рр. Кувейт був анексований як 19-а провінція у 1990-1991 роках.

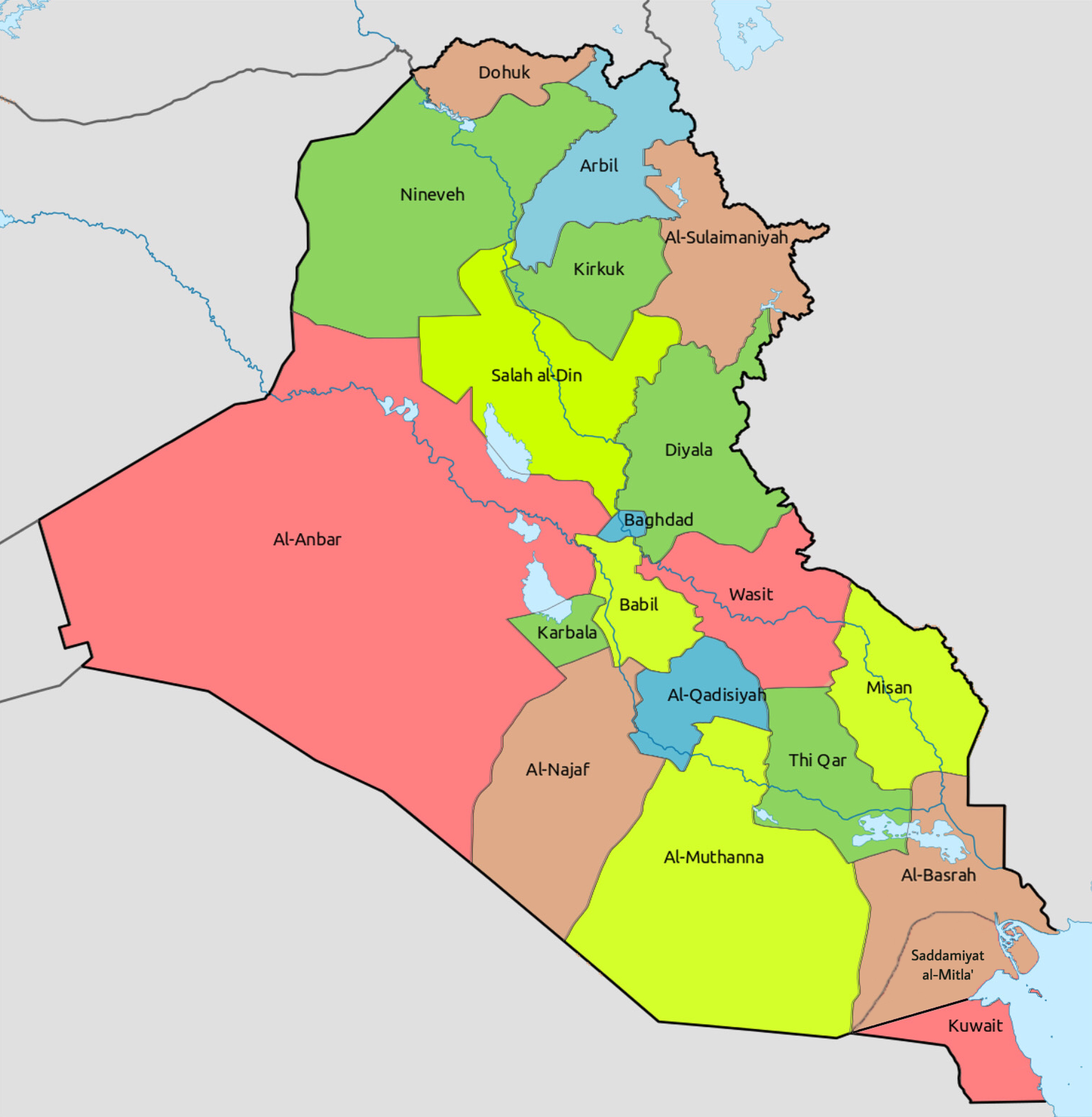
Мухафази Іраку у 1990

| Мухафаза                            | Зараз частина          |
| ----------------------------------- | ---------------------- |
| Мосул                               | Найнава Дахук          |
| Діванія                             | Кадісія Мутанна Наджаф |
| Дулаїм (–1962) Рамаді (1962–1976)   | Анбар                  |
| Мунтафік (–1976)                    | Ді-Кар                 |
| Амара (–1976)                       | Майсан                 |
| Кут (–1976)                         | Васит                  |
| Багдад                              | Багдад Салах-ед-Дін    |
| Кіркук (–1976) Ет-Тамім (1976–2006) | Кіркук                 |

## Раніше претендовані мухафази
- Мухафаза Кувейт (1990–1991)

## Автономний регіон
Крім того, в Іраку існує єдине утворення, що об'єднує кілька мухафаз — Іракський Курдистан. Причому його межі не цілком збігаються з межами мухафаз. Так, наприклад, дві округи мухафази Найнава — Акра і Шайхан — входять до складу Курдистану, у той час як інша частина провінції не входить.